# Pedál
A pedál mechanikus vagy elektromos szerkezetek lábbal (lábakkal) történő működtetését, illetve a működés befolyásolását teszi lehetővé. 
Az elnevezés a latin pes = láb szóból ered.
Az élet sok területén találkozhatunk pedállal. Legfontosabb előfordulásai:
- hangszereknél:
  - a zongorának két vagy három pedálja van, melyek segítségével a húrok zengését tudjuk szabályozni,
  - az orgona általában pedálművel rendelkezik, mely egy teljes billentyűsor, melyet lábbal lehet megszólaltatni,
  - a csembaló pedáljával a regisztert tudjuk változtatni,
  - a hárfa és az üstdob esetében a hangmagasság változtatására szolgál.

- a közlekedésben:
  - az gépkocsikban két vagy három pedál található, ezek (balról jobbra) a kuplung-, a fék- és a gázpedál,
  - a biciklit pedállal hajtjuk meg,
  - a motorkerékpáron található pedáloknak esetenként fokozatkapcsoló szerepük van,
  - a repülőgépeknél az oldalkormányt pedál működteti.

- egyéb gépekben (például hegesztő gépek, szövőszékek stb.)

## Lásd még
- Pedálhang